# キシュケルート

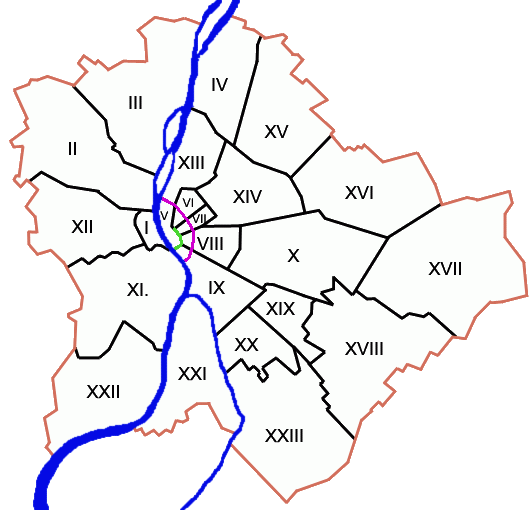
緑色がキシュケルート。紫色はナジケルート

キシュケルート（洪:Kiskörút、小環状線の意）とは、ハンガリーブダペストにあるブールバールで、デアーク・フェレンツ広場とフェヴァーム広場を結んでいる。また、この通りはペシュトで最も中心部に位置する5区の南側では区界ともなっている。ナジケルート同様、ドナウ川からペシュト側のみを示す。

## 概要

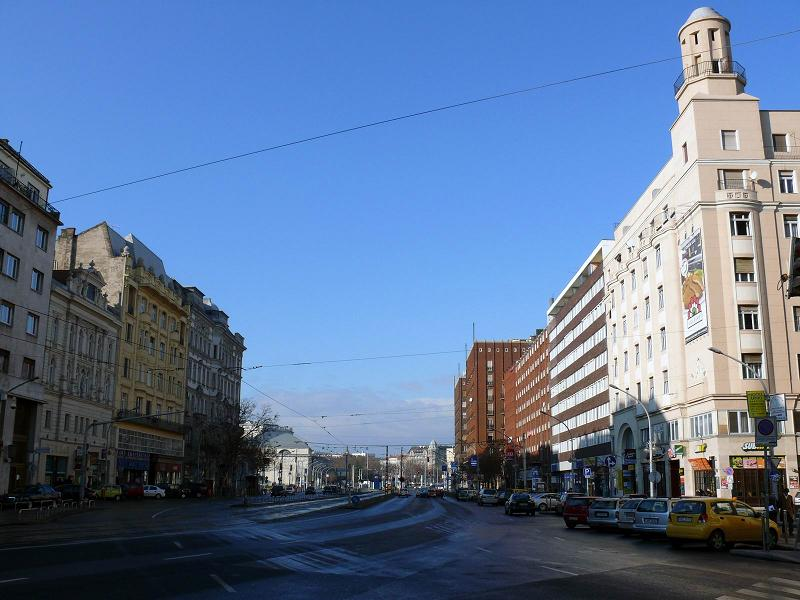
2010年から2011年にかけて行われた改修前のカーロイ通りをドハーニ通りとの交差点から

キシュケルートはカーロイ通り、美術館通り、ヴァームハーズ通りの三つの通りを合わせた俗称となっており、これらの三つの通りの名前は旅行者の地図やビル等で見る事が出来る。

## 位置
キシュケルートは1.5 kmの長さを有し、道路の中心にトラムが走っている。道幅は北部で最大55mあり、南部で最低27mある。北側の始点はデアーク・フェレンツ広場でアストリア及びカールヴィン広場を経て、フェヴァーム広場及びサバドシャーグ橋に至る。また、ラーコーシ通りとはアストリアで、ウルレーイ通りとはカールヴィン広場で交叉する。また、地下鉄のうち三駅がキシュケルートの地下にあり、北からM1、M2、M3全てが交叉するデアーク・フェレンツ広場駅、M2のアストリア駅、M3のカールヴィン広場駅となっている。また、M4が開業すると更にフェヴァーム広場駅が開業する。

## 名勝
キシュケルートの名勝にはドハーニ街シナゴーグ（1859年建立）やハンガリー国立博物館（1847年建立）ナジサルノク（1896年建立）等が挙げられる。
また、キシュケルートにはエトヴェシュ・ロラーンド大学芸術学部（1883年設立）、かつてのブダペシュト・コルヴィヌス大学（1874年設立）の二つの大学が存在する。更にキシュケルート周辺では、かつての市の外壁の残滓を見ることが出来るが、最近では建物の裏側に隠れている事が多い。